# ラルフォ郡区 (ペンシルベニア州ノーサンバーランド郡)

州内のノーサンバーランド郡の位置。

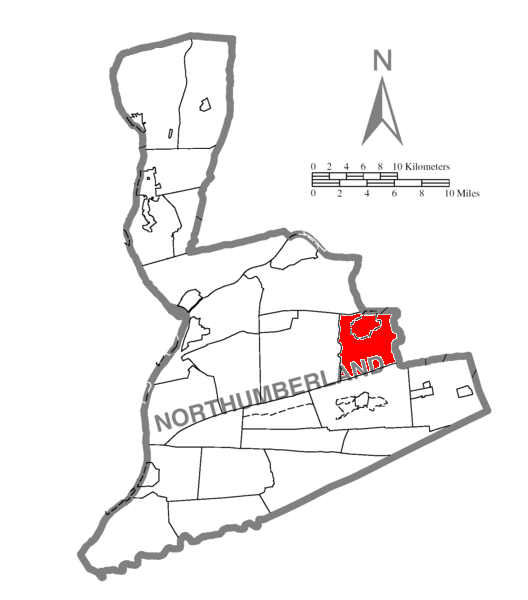
郡内のラルフォ郡区の位置。

ラルフォ郡区（Ralpho Township）は、アメリカ合衆国ペンシルベニア州ノーサンバーランド郡にある郡区である。2000年現在の人口は3,764人。

## 地理
アメリカ国勢調査局によると、ラルフォ郡区の総面積は47.8km2で、すべて陸地である。

## 人口
2000年の国勢調査によると、ラルフォ郡区の人口は3,764人であり、1,497世帯、1,121家族が居住している。人口密度は 1平方キロメートルあたり78.7人である。1,600軒の家があり、1平方キロメートルあたり33.5軒の家が建っている。町の人種構成は、99.31%が白人、0.08%が黒人ないしアフリカ系アメリカ人、0.08%がアメリカ先住民、0.27%がアジア人、0.00%が太平洋諸島系、0.00%がその他の人種であり、0.27%は混血である。人口の0.43%はラテン系である。
全世帯の31.9%には18歳未満の子供が同居しており、65.7%は夫婦で一緒に生活している。6.9%は夫のいない女性が世帯主であり、25.1%は独身である。全世帯の22.9%は一人暮らしであり、12.4%が65歳以上である。平均世帯人数は2.47人、平均家族人数は2.90人である。
ラルフォ郡区の人口は、23.0%が18歳未満、18歳以上24歳以下が4.9%、25歳以上44歳以下が25.3%、45歳以上64歳以下が27.5%、65歳以上が19.3%である。年齢の中央値は43歳である。女性100人に対して男性は95.1人であり、18歳以上の100人の女性に対して男性は90.7人である。
町の1世帯あたりの平均収入は44,318ドルであり、1家族あたりの平均収入は52,853ドルである。男性の平均収入が40,765に対し、女性の平均収入は24,179ドルである。1人あたりの収入は20,449ドルである。人口の6.4%（全家族の3.0%）が極貧層である。18歳以下の住民の7.9%、65歳以上の住民の9.4%は貧しい生活を送っている。